# گتو لوبلین
گتو لوبلین (به آلمانی: Ghetto Lublin) از جمله گتوهای نازی در شهر لوبلین در قلمرو دولت عمومی در لهستان اشغالی بود. بیشتر زندانیان این گتو را یهودیان لهستانی تشکیل می‌دادند، اگرچه تعدادی از مردم کولی نیز در آن حضور داشتند. گتو در مارس ۱۹۴۱ تأسیس شد و از جمله نخستین گتوهای دوران نازی بود که در جریان خونین‌ترین مرحله از هولوکاست در لهستان برچیده شدند. میان نیمه مارس تا نیمه آوریل ۱۹۴۲، بیش از ۳۰٬۰۰۰ یهودی توسط قطارهای حمل دام به کشتارگاه‌های بلزک و مایدانک منتقل شدند.

## تاریخچه
در سال‌های ۱۹۳۹–۴۰، و پیش از اینکه گتو به‌طور رسمی گشوده شود، رهبر اس‌اس و پلیس اودیلو گلوبوکنیک آغاز به نقل مکان یهودیان لوبلین در فاصله دورتری از ستاد فرماندهی خود در خیابان اسپوکونیا کرد، و آن‌ها را در منطقه شهری جدیدی که برای این منظور در نظر گرفته شده بود، قرار داد. در همین حین، ۱۰ هزار یهودی نخست از اوایل ماه مارس از لوبلین به مناطق حومه و روستایی شهر اخراج شده بودند. [۶]
گتو، که به عنوان «محله یهودیان» (به آلمانی Wohngebiet der Juden) نامیده می‌شد، یک سال بعد در ۲۴ مارس ۱۹۴۱ به‌طور رسمی گشوده شد. آلمانی‌ها هنگامی تصمیم به اخراج و به درون گتو راندن یهودیان گرفتند که نیروهای تازه‌وارد ورماخت که برای عملیات بارباروسا، حمله به اتحاد جماهیر شوروی، آماده می‌شدند، نیاز به مسکن نزدیک مرز جدید آلمان و شوروی پیدا کردند. گتو لوبلین که در سال ۱۹۴۱ تنها گتو در منطقه لوبلین دولت عمومی بود، پذیرای اعضای گزینش‌شدهٔ احزاب سیاسی پیش از جنگ لهستانی مانند باند یهودی در لهستان بود که از آنجا به فعالیت‌های زیرزمینی خود ادامه می‌دادند.